# Odo Croiset

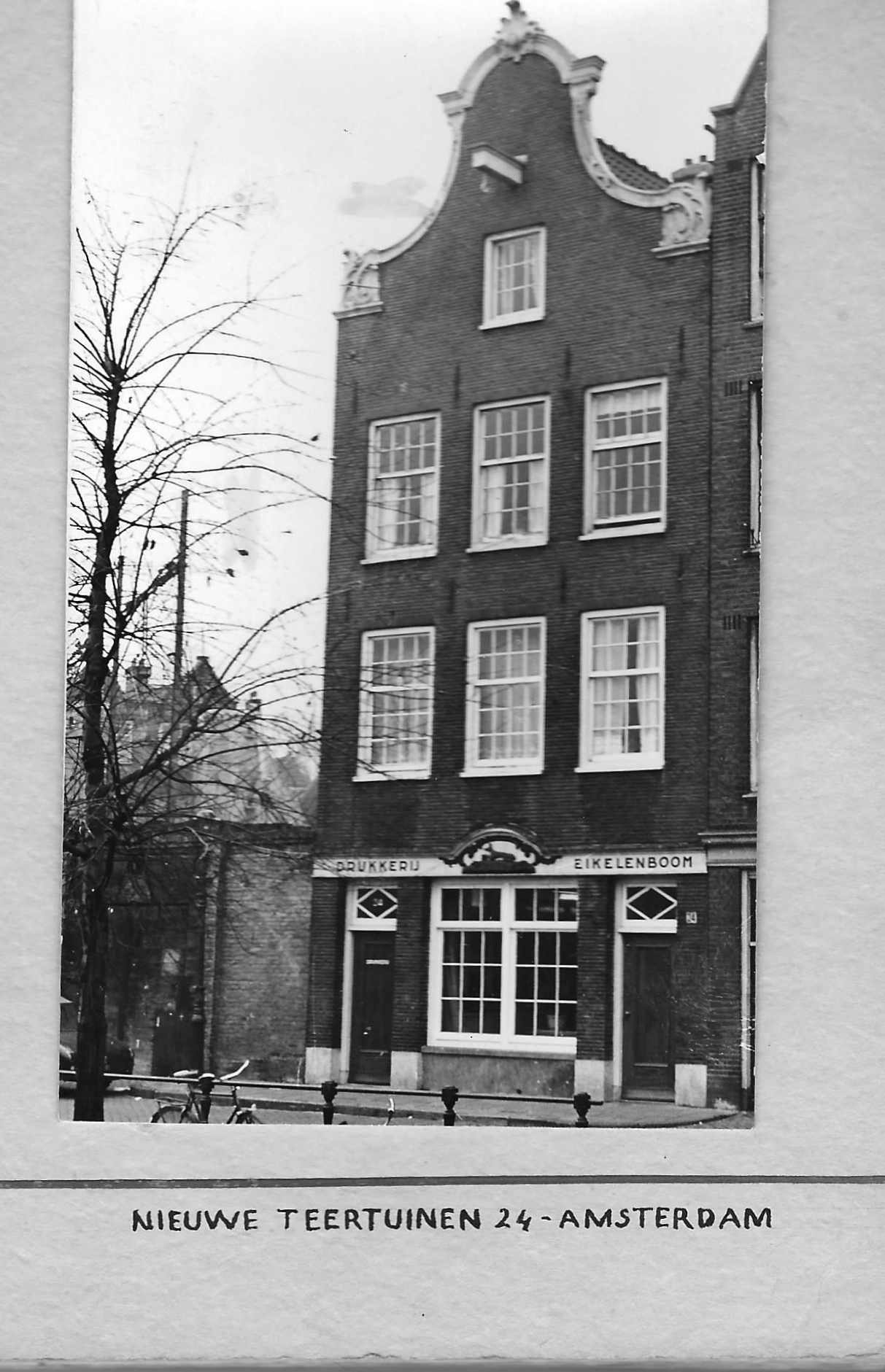
In dit pand werden de eerste nummers van Het Parool gedrukt en werd Odo Croiset in oktober 1941 gearresteerd.

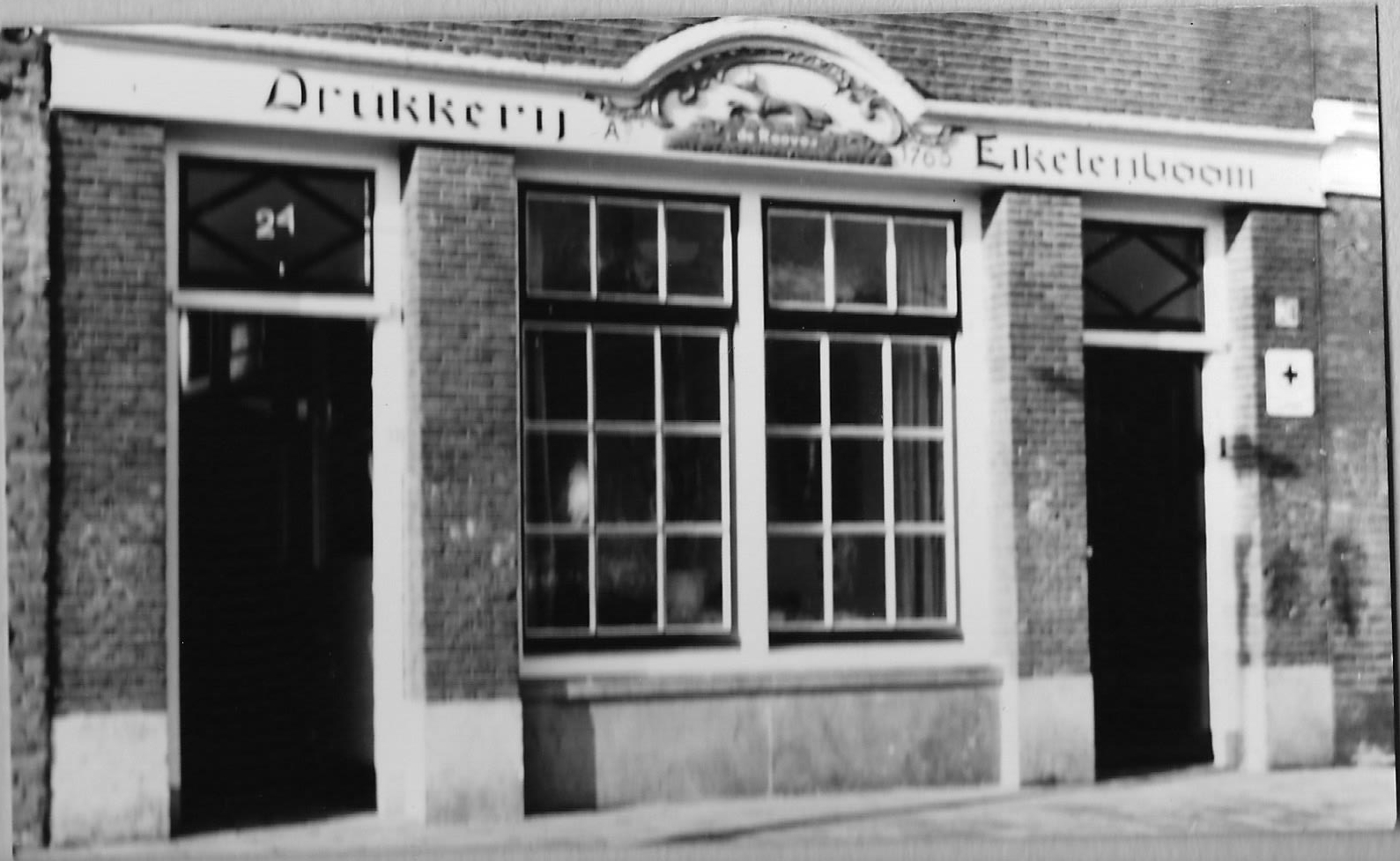
Beschermd monument

Odo Louis Croiset (Amsterdam, 24 april 1915 – Hoogland, 18 november 2011) was een Nederlandse illegale drukker in de Tweede Wereldoorlog van onder meer de eerste gedrukte exemplaren van de illegale krant Het Parool. Gedurende de Duitse bezetting verbleef hij in een aantal gevangenissen en concentratiekampen.

## Loopbaan
Croiset werd in oktober 1941 samen met Wessel Eikelenboom gearresteerd bij een inval in Drukkerij Eikelenboom v/h Ridderinkhof Ruys en Co, gevestigd in het pand De RooVos van Wessels vader, Arie Eikelenboom die Jehova's getuige was en drukker van illegaal drukwerk. Bij de inval werd ook het verboden blad De Wachttoren aangetroffen hetgeen de directe aanleiding voor de arrestatie was. 
Hoewel Odo noch Wessel Jehova's getuige waren, kregen zij in Kamp Amersfoort, waar zij eind april 1942 aankwamen, de paarse driehoek op hun kleding: het nazi-onderscheidingsteken voor Jehova's getuigen. Beiden werden een maand later naar concentratiekamp Sachsenhausen gevoerd. Odo Croiset koos er principieel voor om politiek gevangene te zijn, aangezien hij geen Jehova's getuige was, maar voor de vrijheid van drukpers. Jehova's getuigen werden wel beter behandeld.
Odo Croiset komt voor in de boeken van Loe de Jong en een speciale uitgave over de illegale pers, In stug verzet 1940-1945, Herinneringen van Grafici. Er is een dossier met authentieke papieren van en over hem in het Verzetsmuseum te Amsterdam. 

## Privéleven
Odo Croiset was een zoon van acteur Hijman Croiset en een halfbroer van acteur Max Croiset en paragnost Gerard Croiset. Hij was getrouwd met Paula Kool en kreeg drie kinderen, waarvan Manja Croiset (1946–2022) de jongste was.